# Parafreutreta
Parafreutreta es un género de moscas de la fruta, familia Tephritidae. Hay 16 especies descritas de Parafreutreta.

## Especies
- Parafreutreta bevisi
- Parafreutreta conferta
- Parafreutreta felina
- Parafreutreta fluvialis
- Parafreutreta foliata
- Parafreutreta hirta
- Parafreutreta leonina
- Parafreutreta mavoana
- Parafreutreta oriens
- Parafreutreta pondoensis
- Parafreutreta pretoriae
- Parafreutreta producta
- Parafreutreta regalis
- Parafreutreta retisparsa
- Parafreutreta sobrinata
- Parafreutreta vumbae